# Edmondo Bruti Liberati
Edmondo Bruti Liberati (* 10. Oktober 1944 in Ripatransone) ist ein ehemaliger Präsident der italienischen Richtervereinigung ANM (Associazione Nazionale Magistrati) und langjähriger Vorsitzender von Medel (Magistrats Européens pour la Démocratie et les Libertés), einer europäischen Organisation von Richtern und Staatsanwälten.
Als Stellvertretender Generalstaatsanwalt beim Appellationsgerichtshof Mailand war er Mitglied des OLAF-Antifraud-Überwachungsausschusses der Europäischen Union.

## Überwachung durch den italienischen Militärgeheimdienst SISMI
Anfang Juli 2007 deckte der Oberste Richterrat Italiens auf, dass der SISMI zwischen 2001 und 2006 prominente Richter und Staatsanwälte in Italien überwacht hatte. Betroffen waren unter anderem Staatsanwalt Antonio Ingroia, der über Querverbindungen zwischen Mafia und Politik ermittelte, die Staatsanwälte, die in Mailand gegen Silvio Berlusconi ermittelten, und der langjährige Vorsitzende der europäischen Richterorganisation Medel, Edmondo Bruti Liberati. Unter anderem wurde der E-Mail-Verkehr der Richter überwacht. Dadurch wurden auch viele europäische Richter, die Mitglied bei Medel sind, überwacht. Von den 203 überwachten Richtern waren 47 Italiener, die übrigen stammen aus 12 weiteren europäischen Nationen.